# Ozarba plagifera
Ozarba plagifera är en fjärilsart som beskrevs av Hans Rebel 1907. Ozarba plagifera ingår i släktet Ozarba och familjen nattflyn. Inga underarter finns listade i Catalogue of Life.